# Crithagra canicapilla
Il beccasemi dell'Africa occidentale (Crithagra canicapilla (Du Bus de Gisignies, 1855)) è un uccello passeriforme della famiglia dei Fringillidi.

## Etimologia
Il nome scientifico della specie, canicapilla, deriva dal latino e significa "dalla testa grigia", in riferimento alla colorazione di questi uccelli.

## Descrizione

### Dimensioni
Misura fino a 15 cm di lunghezza.

### Aspetto
Si tratta di uccelletti dall'aspetto robusto ma slanciato, muniti di testa arrotondata con becco conico, ali appuntite e coda dalla punta lievemente forcuta. Nel complesso, essi somigliano notevolmente all'affine canarino testastriata (col quale venivano classificati in passato), pur differendone per la mancanza di striature dorsali e di bianco golare, oltre che per una differente proporzione delle estremità (ali più lunghe, becco e coda più corti).
Il piumaggio è piuttosto sobrio, dominato dai toni del grigio, più scuro su testa, ali e coda (dove è quasi nerastro), più chiaro sul codione (dove assume sfumature brune): il sopracciglio è biancastro. Becco e zampe sono di colore carnicino-nerastro, mentre gli occhi sono di colore bruno scuro.

## Biologia
Si tratta di uccelli diurni, che passano la maggior parte della giornata alla ricerca di cibo fra i rami ed i cespugli: i vari esemplari si tengono in contatto fra loro mediante richiami cinguettati, tuttavia è stato notato che questi uccelli (nonostante la supposta stretta parentela) non rispondono ai richiami dell'affine canarino testastriata.

### Alimentazione
Si tratta di uccelli perlopiù granivori, che però integrano la propria dieta anche con altri cibi di origine vegetale (frutti, bacche, germogli, fiori) e animale (insetti e altri piccoli invertebrati).

### Riproduzione
Essendo stati a lungo considerati una sottospecie, mancano studi sulle modalità riproduttive di questi uccelli, tuttavia si ha motivo di credere che esse non differiscano in maniera significativa da quanto osservabile fra le specie congeneri e fra i fringillidi in generale.

## Distribuzione e habitat
Come intuibile dal nome comune, il beccasemi dell'Africa occidentale è diffuso in un areale che comprende gran parte della Guinea dall'omonimo paese al Camerun, con una seconda popolazione diffusa fra la Repubblica Centrafricana e il Kenya.
L'habitat di questi uccelli è rappresentato dalle aree erbose secche con presenza di macchie cespugliose ed alberate.

## Sistematica
Se ne riconoscono tre sottospecie
- Crithagra canicapilla canicapilla (Du Bus de Gisignies, 1855) - la sottospecie nominale, diffusa in Guinea, Sierra Leone, Costa d'Avorio settentrionale, Mali meridionale, ad est fino all'area fra Niger meridionale e Camerun settentrionale;
- Crithagra canicapilla elgonensis (Bannerman, 1923 - diffusa nell'estremo sud del Ciad, nella Repubblica Centrafricana nord-occidentale, nel Congo settentrionale e nell'area fra Sudan del Sud meridionale, Uganda meridionale ed estremità nord-occidentale del Kenya;
- Crithagra canicapilla montanorum (Ogilvie-Grant, 1912) - endemica degli altipiani dell'area di confine fra Camerun e Nigeria;

Le popolazioni del Ciad meridionale (attualmente ascritte alla sottospecie elgonensis) sono secondo alcuni da elevare al rango di sottospecie a sé stante col nome di C. c. uamensis.
In passato, il beccasemi dell'Africa occidentale veniva considerato a sua volta una sottospecie del canarino testastriata, col nome di C. gularis canicapilla, e tutte le sue sottospecie venivano a loro volta classificate come appartenenti a questa specie: attualmente, tuttavia, si tende a considerare le due popolazioni come specie a sé stanti.